# Lorna Doone (roman)
Pour les articles homonymes, voir Lorna Doone.
Lorna Doone (titre original : Lorna Doone) est un roman britannique de Richard Doddridge Blackmore, publié en 1869, qui s'inspire d'un certain nombre de personnages historiques de la fin du XVIIe siècle et qui prend pour cadre les comtés anglais du Devon et du Somerset, particulièrement la vallée d'East Lyn de la région d'Exmoor. 
En France, le roman paraît tardivement, en 1947. Devenu un classique de la littérature, Lorna Doone figure sur la liste des romans cités lors du sondage littéraire britannique The Big Read de 2003.

## Présentation
Richard D. Blackmore rencontre des difficultés à trouver un éditeur pour son livre. Le roman est d'abord publié anonymement en 1869 en trois volumes et au tirage limité à cinq cents exemplaires. Trois cents seront vendus. L'année suivante, il est réédité en un volume unique dans un format bon marché : c'est alors un succès de librairie, qui n'a jamais cessé d'être réédité depuis. Il a obtenu les louanges des écrivains contemporains de l'auteur, telle que Margaret Oliphant, mais aussi celles d'auteurs plus tardifs de l’époque victorienne : Robert Louis Stevenson (auteur de L'Île au trésor), Gerard Manley Hopkins et Thomas Hardy. Roman parmi les préférés du lectorat féminin, il est aussi populaire auprès des hommes : aux États-Unis, les étudiants de l’Université de Yale l'élisent en 1906 comme leur roman favori.
Dans Lorna Doone, Blackmore utilise des événements et des lieux réels. Ainsi, le Grand Gel décrit dans les chapitres 41 à 45 a réellement eu lieu, et l'auteur a lui-même fréquenté l’École de Blundell de Tiverton que l'on retrouve dans les premiers chapitres. Il a été dit que l'une des trames du roman s'est inspirée de l'assassinat en 1641 d'une jeune femme, Mary Whiddon, dans une église de Chagford, dans le comté du Devon. Contrairement à l'héroïne du roman, elle n'a pas survécu.  
La préface du roman explique que Lorna Doone est une histoire d'amour et non un roman historique. En tant que telle, l’œuvre mêle plusieurs éléments : la romance, le roman historique à la façon de Walter Scott (l'auteur d'Ivanhoé), le bucolisme, les valeurs victoriennes et le roman à sensation. Sont également présentes dans Lorna Doone les traditions folkloriques sous la forme de nombreuses légendes concernant les personnages des Doone et de Tom Faggus.

## Résumé
John Ridd est le jeune fils d'un respectable fermier qui a été assassiné de sang froid par un membre du dangereux clan Doone, clan autrefois noble, mais devenu proscrit, et habitant dans la vallée Doone, très isolée et difficile d'accès. Réprimant son désir de vengeance, John grandit et devient lui aussi un fermier respectable qui prend grand soin de sa mère et de ses deux sœurs. Il parvient un jour à accéder à la vallée Doone en se frayant un chemin périlleux via une cascade ; il rencontre Lorna, une jeune fille dont il tombe amoureux. Elle s'avère être non seulement la petite-fille orpheline de Sir Ensor Doone, le seigneur des Doone, mais elle est aussi destinée à épouser contre sa volonté Carver Doone, le violent héritier des Doone. Celui-ci a l'intention de forcer Lorna au mariage une fois que son grand-père sera mort. 
Lorsque se produit cet événement, Lorna se réfugie dans la ferme des Ridd. En tant que membre de la famille détestée des Doone, elle n'est pas aussi bien accueillie qu'elle le pensait. Cependant, on la défend quand Carver et ses hommes attaquent la ferme. Chez les Ridd, quelqu'un remarque le collier que porte Lorna, un bijou qui a appartenu à sa mère. Le collier lui est volé. On découvre que ce collier a appartenu à Lady Dugal, une aristocrate qui avait été attaquée, dépouillée et tuée par des brigands, et dont seule la fille avait survécu. Il ne fait pas de doute que Lorna est la fille en question ; elle est héritière d'une des plus grandes fortunes du pays, et n'est pas une Doone. La loi lui impose de rentrer à Londres pour y devenir pupille du roi. John et Lorna ne pourront se marier à cause de la différence de statut social...

## Éditions françaises
(liste exhaustive)
- 1947 : Lorna Doone, Richard D. Blackmore. Traduit par Marie-Madeleine Fayet, préface d'André Bay ; collection : Bibliothèque anglaise, Paris : Delamain et Boutelleau, 422 p.[1]
- 1988 : Lorna Doone, R. D. Blackmore. Traduit par Marie-Madeleine Fayet, préface de Michel Le Bris; Paris : Éditions Phébus, 436 p.[6]
- 2008 : Lorna Doone, R. D. Blackmore. Traduit par Marie-Madeleine Fayet, préface de Michel Le Bris ; Collection : Libretto, Éditions Phébus, 434 p.[7] (ISBN 978-2-7529-0358-7)

Adaptations pour la jeunesse
- 1951 : Lorna Doune, R. D. Blackmore. Traduit par Gustave de la Ruwière ; collection Marabout no 52, Paris : éditions Gérard & Co, 232 p.
- 1957 : Lorna Doune chez les outlaws[8], R. D. Blackmore. Traduit par Marguerite Clément, illustré par Gaston Tisserand ; collection « Rouge et Or », éditions G. P., 192 p.
- 1957 : La Prisonnière du Val secret[9], Richard Blackmore. Traduit par Jacques Brécard, illustré par Jacques Poirier ; Hachette Jeunesse, collection « Idéal-Bibliothèque », 189 p.
- 1957 : La Prisonnière du Val secret, Richard D. Blackmore. Traduit par Jacques Brécard, illustré par Jacques Poirier ; Hachette Livre, 185 p.[10]

## Adaptations
(liste non exhaustive)
Au cinéma
- 1912 : Lorna Doone, film muet britannique de Wilfred Noy, avec Dorothy Bellew.
- 1922 : Lorna Doone, film muet américain de Maurice Tourneur, avec John Bowers et Madge Bellamy.
- 1934 : Les Maudits du château-fort (Lorna Doone), film britannique de Basil Dean, avec John Loder, [Victoria Hopper et Margaret Lockwood.
- 1951 : Les Maudits du château-fort (Lorna Doone), film américain de Phil Karlson, avec Richard Greene et Barbara Hale.

À la télévision
- 1976 : Lorna Doone, mini-série britannique en 5 épisodes de Joan Craft, avec John Sommerville et Emily Richard.
- 1990 : Lorna Doone, téléfilm britannique d'Andrew Grieve, avec Clive Owen et Polly Walker.
- 2000 : Lorna Doone, téléfilm britannique de Mike Barker, avec Neil Finnighan et Amelia Warner.

## Commentaire
Par de nombreux aspects, Lorna Doone n'est pas sans rappeler le roman français Jacquou le Croquant, écrit trente ans plus tard, en 1899, qui lui aussi traite de la révolte des métayers (Jacquerie des croquants) et d'une vengeance personnelle.

Vue sur Exmoor depuis County Gate, le cadre qui a servi au roman Lorna Doone

## Source
- Bibliothèque nationale de France